# Setzerahle

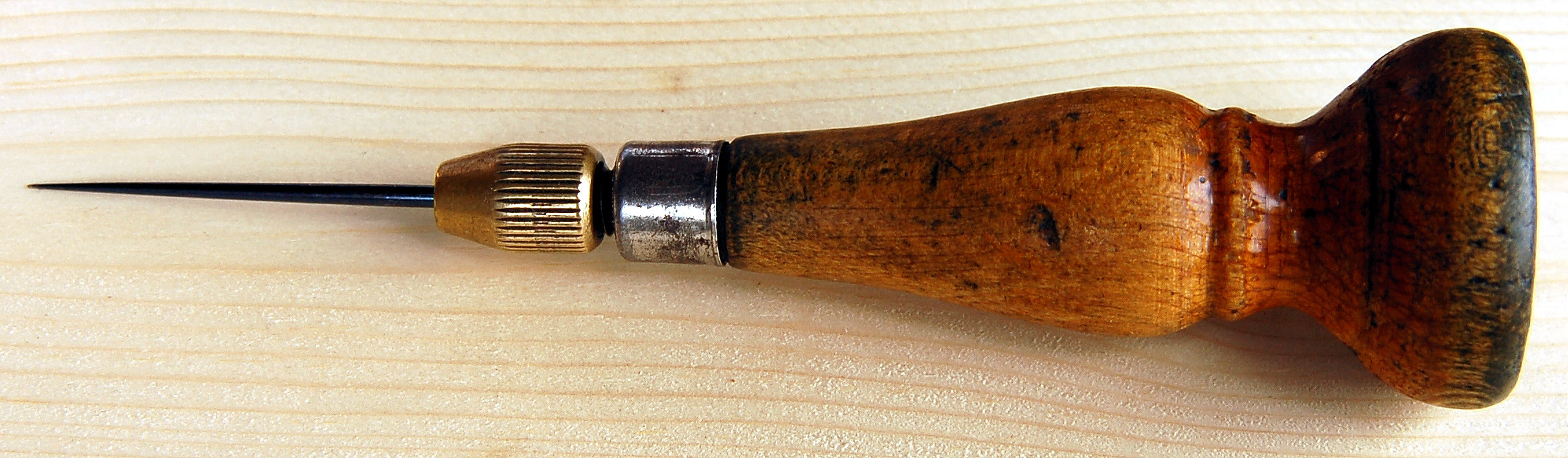
Setzerahle

Die Setzerahle ist ein Werkzeug im Bleisatz. Sie ähnelt einem Schraubenzieher, jedoch hat sie eine schmale Spitze aus Stahl. Diese kann auch auswechselbar sein. Mit ihr hat der Setzer bei eng gesetzten Steckschriftenkästen (siehe auch: Setzkasten) einzelne Lettern aus dem Kasten gehoben oder in der Druckform Korrekturen ausgeführt. Auch beim Ausbinden – also dem Transport- und Lagerfähigmachen eines Bleisatzes – wird die Setzerahle verwendet.